# Crucifix peint (Giovanni da Rimini, Mercatello sul Metauro)
Le Crucifix peint de Giovanni da Rimini de Mercatello sul Metauro   est un crucifix peint a tempera et or sur panneau de bois, réalisé en 1309 et  exposé au musée de Mercatello sul Metauro.

## Description
Le crucifix peint est conforme aux représentations monumentales du Christ en croix de l'époque, à savoir le Christ sur la croix en position dolens (souffrant) : 
- le corps tombant,
- le ventre proéminent débordant sur le haut du périzonium,
- la tête aux yeux clos penchée touchant l'épaule,
- les côtes saillantes,
- les plaies sanguinolentes,
- les pieds superposés.

Sur un fond doré derrière le corps du Christ, ici à motifs géométriques, les extrémités aux losanges quadrilobés comportent trois figures de saints :
- Tabellone en cimaise : Le Christ rédempteur bénissant et dessous, titulus rouge à l'inscription INRI effacée.
- Tabellone de gauche : Sainte Marie mère de Dieu.
- Tabellone de droite : Saint Jean[2].

Le crucifix est signé et daté : Iohannes pictor (1309),.
Il existe deux autres versions du crucifix du même auteur :
- Crucifix peint (Giovanni da Rimini, Rimini)  conservé au musée de Rimini,
- Crucifix peint (Giovanni da Rimini, Talamello) situé en l'église San Lorenzo à Talamello.